# Max van der Stoel
Maximilianus (Max) van der Stoel (Voorschoten, 3 augustus 1924 – Den Haag, 23 april 2011) was een Nederlands politicus  voor de Partij van de Arbeid (PvdA) en diplomaat. Naast minister van Buitenlandse Zaken, was hij tevens ambassadeur van Nederland bij de Verenigde Naties en de eerste hoge commissaris inzake Nationale Minderheden van de OVSE. In 1991 werd Van der Stoel benoemd tot minister van staat. Van der Stoel bekleedde daarnaast als bestuurder verschillende vooraanstaande functies op internationaal niveau, onder meer bij de Verenigde Naties en de Europese Unie. Naast zijn werk als politicus en diplomaat was Van der Stoel van 1999 tot 2003 bijzonder hoogleraar voor Europese en internationale rechten aan de Universiteit van Tilburg en de Universiteit Leiden.

## Levensloop

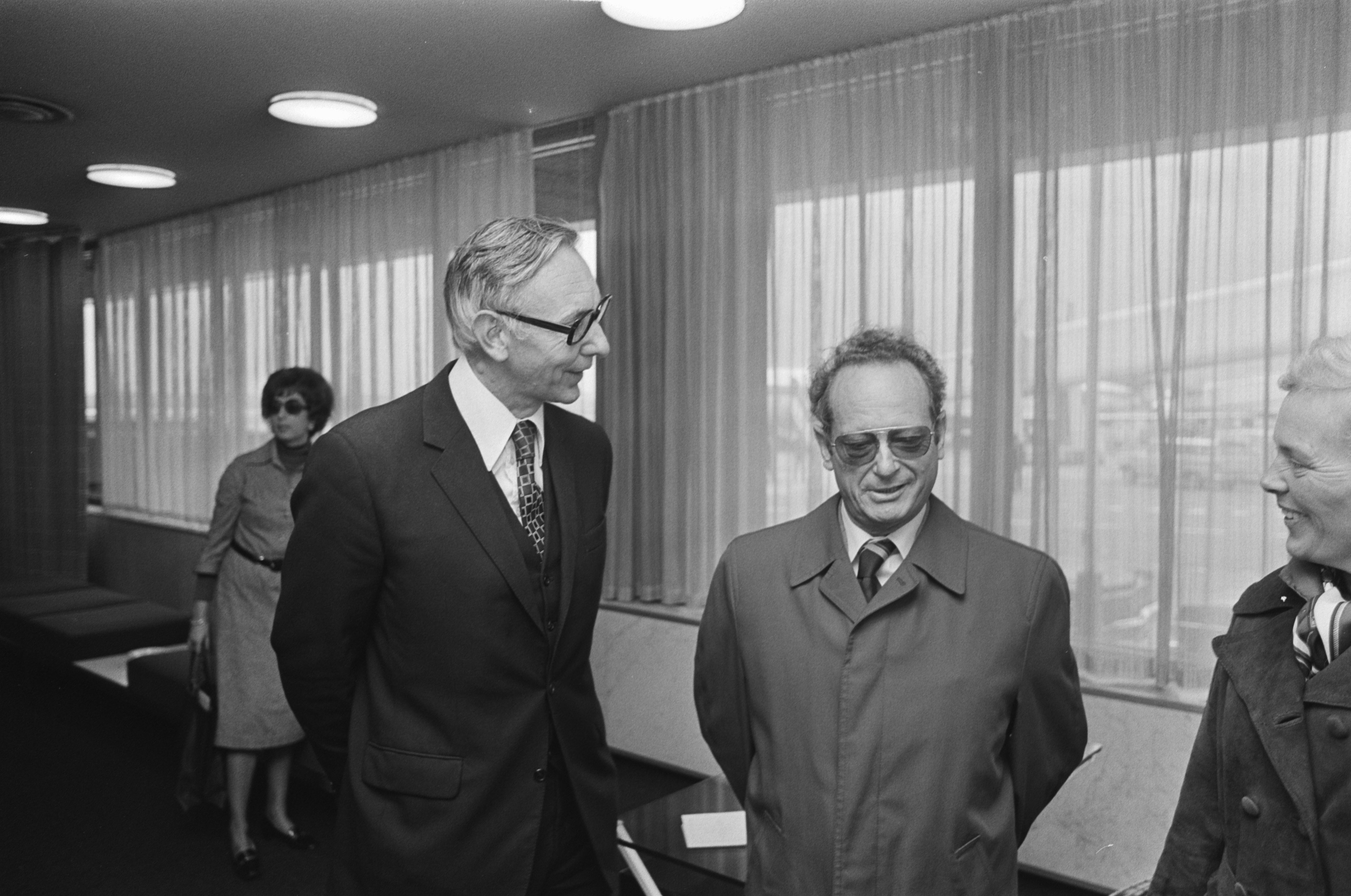
Minister van Buitenlandse Zaken Max van der Stoel en de Israëlische minister van Buitenlandse Zaken Yigal Allon op Schiphol op 7 november 1975.

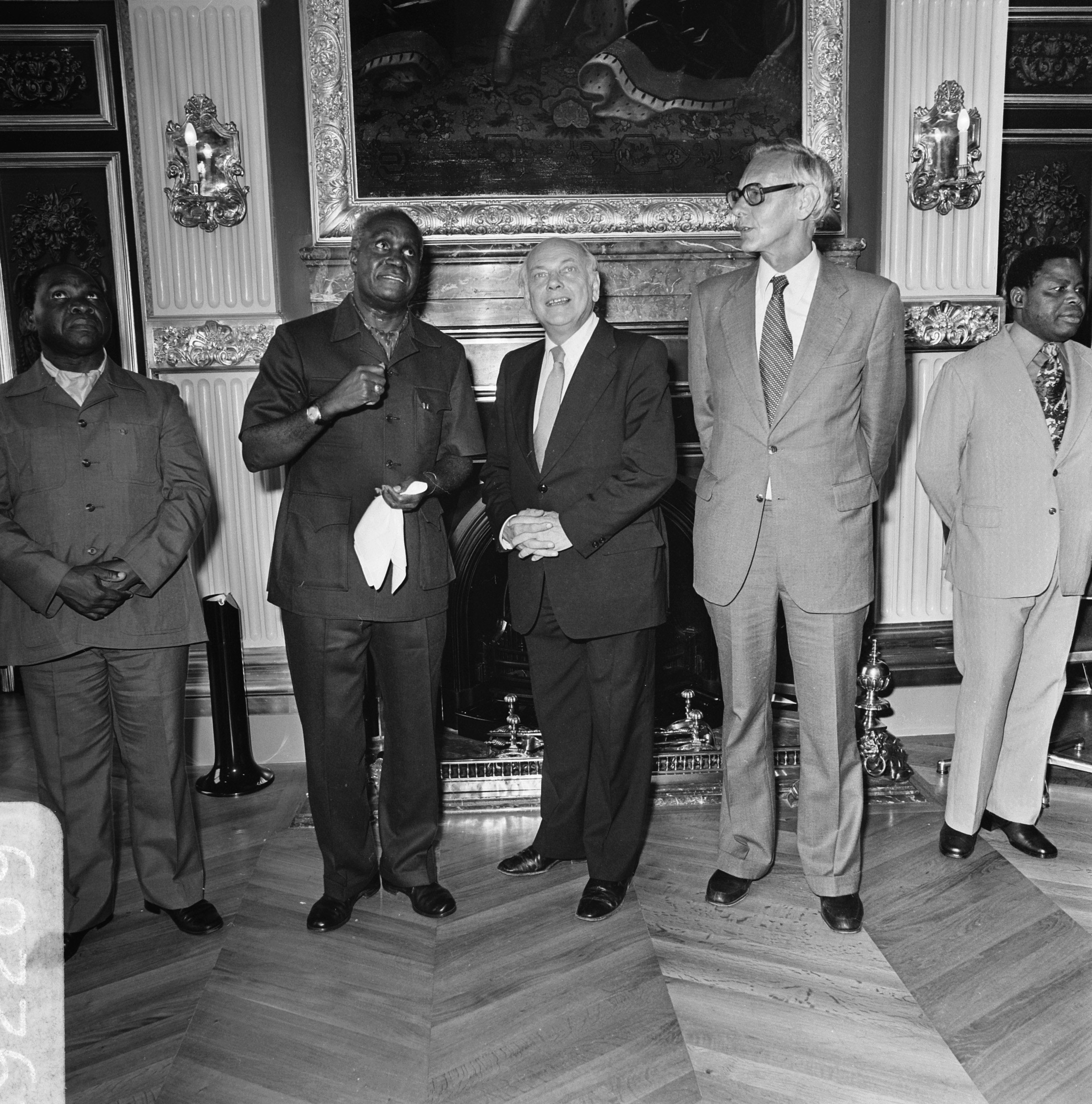
President van Zambia Kenneth Kaunda, minister-president Joop den Uyl en minister van Buitenlandse Zaken Max van der Stoel in de Trêveszaal op 13 juni 1977.

Na het behalen van het diploma gymnasium-α aan het Stedelijk Gymnasium in Leiden studeerde Van der Stoel rechten aan de Rijksuniversiteit Leiden. Hij behaalde daar zijn doctoraalexamen rechten in 1947 en het doctoraalexamen vrije studierichting (hoofdvak sociologie) in 1953.
Van 1953 tot 1958 was hij medewerker van de Wiardi Beckman Stichting, het wetenschappelijk bureau van de Partij van de Arbeid (PvdA) en vervolgens tot 1965 internationaal secretaris van de PvdA. Van 1960 tot 1963 was hij lid van de Eerste Kamer der Staten-Generaal. In het kabinet-Cals was hij van 22 juli 1965 tot 22 november 1966 staatssecretaris van Buitenlandse Zaken. Van der Stoel was van 1963 tot 1965, van 1967 tot 1973 en van 1977 tot 1981 lid van de Tweede Kamer der Staten-Generaal. In 1971 was hij minister van Buitenlandse Zaken in het Schaduwkabinet-Den Uyl.
Hij was minister van Buitenlandse Zaken van 11 mei 1973 tot 19 december 1977 in het kabinet-Den Uyl. Zijn ministerschap werd gekenmerkt door steun aan mensenrechtenbewegingen, zoals Charta 77 in Tsjecho-Slowakije. Ook speelde hij een belangrijke rol tijdens de oliecrisis van 1973. Zijn beleid werd door de Arabische olieproducerende landen gezien als pro-Israël. Onder invloed van de olieboycot wijzigde Nederland zijn koers door een gezamenlijke EEG-verklaring te ondertekenen, waarin de ‘legitieme rechten van de Palestijnen' erkend werden. Van 8 september 1981 tot 29 mei 1982 was Van der Stoel opnieuw minister van Buitenlandse Zaken, in het tweede kabinet-Van Agt. Van 1983 tot 1986 was hij ambassadeur bij de Verenigde Naties en daarna tot 1993 lid van de Raad van State. Op 22 mei 1991 werd Van der Stoel benoemd tot minister van staat.
Van 1991 tot 1999 was hij VN-rapporteur voor de naleving van de mensenrechten in Irak. Van 1993 tot 1 juli 2001 was hij hoge commissaris inzake Nationale Minderheden van de Organisatie voor Veiligheid en Samenwerking in Europa (OVSE). Zowel als Kamerlid als minister was Max van der Stoel erg actief in de ondersteuning van dissidente bewegingen in totalitaire staten als het toenmalige Griekenland en Tsjecho-Slowakije.
Tot de opheffing in 1992 was Van der Stoel leider van de uiterst geheime organisatie Operatiën & Inlichtingen (O&I), die het verzet moest leiden mocht Nederland na de Tweede Wereldoorlog opnieuw bezet worden.
Van der Stoel heeft een bemiddelende rol gespeeld bij het huwelijk van prins Willem-Alexander met prinses Máxima, waarbij hij door zijn tactvolle diplomatie ervoor zorgde dat de vader van Máxima, Jorge Zorreguieta, die minister van landbouw was tijdens het dictatoriale regime van generaal Videla in Argentinië, niet bij het huwelijk aanwezig is geweest.
Vanaf 1 juli 2001 was Van der Stoel actief als speciale adviseur van Javier Solana, de secretaris-generaal/hoge vertegenwoordiger voor het gemeenschappelijk buitenland- en veiligheidsbeleid van de Europese Unie.
Van der Stoel overleed op 86-jarige leeftijd na een kort ziekbed.
In augustus 2018 verscheen zijn biografie De stille diplomaat. Het bewogen leven van Max van der Stoel (1924-2011) bij Uitgeverij Balans. Schrijfster Anet Bleich werkte er acht jaar aan.

## Onderscheidingen

### Ridderorden
Van der Stoel is geridderd in de volgende Nederlandse orden:
- 5 december 1966: Ridder in de Orde van de Nederlandse Leeuw
- 11 april 1978: Commandeur in de Orde van Oranje-Nassau
- 9 september 1982: Grootofficier in de Orde van Oranje-Nassau
- 31 augustus 1999: Ridder in de Huisorde van den Gouden Leeuw van Nassau. Hij was de eerste die in deze orde werd onderscheiden na de benoeming van generaal C.J. Snijders tot ridder in deze orde op 29 september 1919.

### Buitenlandse ridderorden en onderscheidingen
- Grootkruis in de Ereorde van de Palm (Suriname)
- Grootkruis in de Orde van de Feniks (Griekenland)
- Ridder Grootkruis in de Orde van Sint-Michaël en Sint-Joris (GCMG; Verenigd Koninkrijk)
- Orde van Vorst Jaroslav de Wijze in de IVe klasse (Oekraïne)[2]

### Verdere belangrijke prijzen en honoraire benoemingen
- 19 september 1974: Eremedaille voor Voortvarendheid en Vernuft (Huisorde van Oranje)
- 1982: Four Freedoms Award voor de vrijheid van meningsuiting
- 17 mei 1991: benoeming tot minister van staat
- december 1991: Helène de Montignyprijs, vanwege verdienste op het gebied van de mensenrechten
- 1 juni 1993: dr. J.P. van Praagprijs, verkregen van het Humanistisch Verbond
- 1993: Geuzenpenning
- 30 oktober 1996: Wateler-Vredeprijs
- 1996: J.B. Broekszprijs

### Eredoctoraten
Van der Stoel ontving twee eredoctoraten (doctor honoris causa):
- In 1977: eredoctoraat van de Universiteit van Athene (Griekenland)
- In 1994: eredoctoraat in de rechtsgeleerdheid van de Rijksuniversiteit Utrecht.

### Onderscheidingen die naar van der Stoel genoemd zijn
De Max van der Stoel Award is een internationale prijs die bij zijn afscheid door de Nederlandse  regering is ingesteld. Deze prijs, momenteel ter waarde van €50 000, wordt elke twee jaar uitgereikt aan  personen of organisaties die zich verdienstelijk hebben gemaakt voor de positie van nationale minderheden in het OVSE-gebied.
De Max van der Stoel-Mensenrechtenprijs wordt door de Tilburg University uitgereikt aan studenten die een proefschrift of scriptie hebben geschreven op het gebied van de rechten van de mens.
De buitenlandstichting van de Partij van de Arbeid is genoemd naar Van der Stoel.

## Trivia
- In 2014 werd in Praag een park vernoemd naar Van der Stoel.[7][8] Drie jaar later kreeg hij daar een standbeeld.[9]